# Mann River (Clarence River)
Der Mann River ist ein Fluss im Nordosten des australischen Bundesstaates New South Wales.

## Geographie
Der Fluss entspringt an den Osthängen des Ben Lommond am New England Highway zwischen Glen Innes und Guyra. Kurz nach seiner Quelle an der Ostseite der Great Dividing Range durchfließt er den südöstlich von dort gelegenen Llangothlin Lake auf 1351 m Höhe. Im See wendet er seinen Lauf nach Norden. Bei Shannon Vale östlich von Glen Innes biegt er nach Osten ab und durchströmt die Mann River Nature Reserve, passiert den Barool-Nationalpark im Süden, durchfließt den Nymboida-Nationalpark, wo er den gleichnamigen Fluss aufnimmt und wieder nach Norden abbiegt. Er läuft ein kurzes Stück am Gwydir Highway entlang und passiert den Gibraltar-Range-Nationalpark im Osten. Bei der Siedlung Coombadjha mündet er in den Clarence River.

### Nebenflüsse mit Mündungshöhen
Der Fluss hat folgende Nebenflüsse:
- Yarrow River – 603 m
- Henry River – 274 m
- Nymboida River – 120 m
- Coombadjha Creek – 49 m